# Simona Vrbická
Simona Vrbická (* 29. září 1965, Praha) je česká herečka.

## Životopis
Herectví vystudovala na hudebně-dramatickém oddělení Státní konzervatoře Praha, kde se potkala se svým budoucím manželem Václavem Koptou. Absolvovala v roce 1986.
Během studií hostovala v Divadle na zábradlí. Po konzervatoři nastoupila do Divadla S. K. Neumanna, dnešního Divadla pod Palmovkou, kde působí až dosud.
Natočila hlavně televizní filmy a hrála v televizních seriálech. Pravidelně pracuje také pro dabing.

## Filmografie

### Filmy (výběr)
- 1981 – Vyzvání na cestu[3]
- 1983 – Ďábel ví hodně
- 1984 – Noc smaragdového měsíce
- 1986 – O Popelákovi
- 1990 – Anonym
- 1993 – Svatba upírů
- 2005 – Žil jsem s cizinkou
- 2013 – Donšajni
- 2015 – Velká výprava

### Seriály (výběr)
- 1983 – Létající Čestmír
- 1988 – Malé dějiny jedné rodiny
- 1995 – Hříchy pro diváky detektivek
- 2000 – Ranč U Zelené sedmy
- 2008 – Kriminálka Anděl
- 2013–2014 – Doktoři z počátků
- 2019 – Dáma a král
- 2020–2021 – Slunečná